# Yaws
Yaws (англ. Yet Another Web Server, укр. «Ще один вебсервер») — вебсервер, написаний на Erlang шведським програмістом Клаасом Вікстрьомом. Yaws може бути вбудований в інші програми написані на Erlang, або запущений як звичайний вебсервер.
Завдяки концепції легких процесів яка закладена в erlang, Yaws надзвичайно добре справляється з задачею обробки паралельних запитів. Навантажувальні тести, проведені в 2002 році в яких порівнювались Yaws і Apache, виявили, що на тестувальному апаратному забезпеченні, Apache 2.0.39 із mod_mpm не зміг обробити 4000 одночасних з'єднань, в той час як Yaws продовжував працювати коли кількість одночасних з'єднань досягла 80 000.

## Виноски
1. ↑  The yaws Open Source Project on Open Hub: Languages Page — 2006.
2. ↑  https://github.com/erlyaws/yaws/blob/master/LICENSE
3. ↑  Ghodsi, Ali. Apache vs. Yaws. Архів оригіналу за 12 липня 2013. Процитовано 23 серпня, 2011.